# غلة باغان (غوغر)
غلة باغان (بالفارسية: گله باغان) هي قرية تقع في إيران في قسم غوغر الريفي. يقدر عدد سكانها بـ 9 نسمة بحسب إحصاء 2016.